# Кучуков, Юрий Михайлович
Ю́рий Миха́йлович Кучуков (род. 1947; англ.: Yuri Kuchukov) — советский, русский, украинский, американский художник, представитель художественного андерграунда Харькова. Участник Выставки на Сумской (1965 год). Иконописец.

## Биография
Юрий Михайлович Кучуков родился в 1947 году.
Учился в Школе изобразительного искусства в Харькове.
Участник «Выставки на Сумской» — первой в СССР неофициальной выставки художников-нонконформистов, состоявшейся в Харькове 23 мая 1965 года (также: выставка «Под аркой».).
Переехал в Нью-Йорк в начале 1970-х годов; работал как художник, выставлял в галереях свои пейзажи и портреты.
Развил свои художественные способности в области иконописи в Свято-Троицком монастыре в Джорданвилле, штат Нью-Йорк.
1979 год — участник биеннале неофициального русского искусства, Монжерон (художник).
Более 15 лет преподавал изобразительное искусство в частной школе в Хэнкоке, штат Нью-Йорк.

### Некоторые работы
Среди его работ:
- алтарный образ «Служение святого Стефана» для отреставрированной церкви Святого Стефана в Ист-Гранд-Рапидс[англ.], Мичиган,
- портреты святых в натуральную величину для колледжа Фомы Аквинского:
  - Фома Аквинский,
  - Альберт Великий,
  - Доминик;
- Икона Марии, Обитель Мудрости, — также для Фомы Аквинского College,
- Святой Иосиф и младенец Иисус, — для Университетского прихода Святого Луки